# Asaphocrita
Asaphocrita är ett släkte av fjärilarsom beskrevs av Edward Meyrick 1931. Asaphocrita ingår i familjen förnamalar, Blastobasidae.

## Dottertaxa tillAsaphocrita, i alfabetisk ordning[2][1]
| XXXXXXXXXXXXXXXXXXXXXXXXXXXX |  |                |  |  |
| Asaphocrita obsoletella      |  | Finsk förnamal |  |  |
| Asaphocrita protypica        |  |                |  |  |